# Aeropuerto de Arcata-Eureka
El Aeropuerto de Arkata-Eureka o en inglés el Arcata/Eureka Airport (IATA: ACV, OACI: KACV, FAA LID: ACV), también conocido como el Aeropuerto de Arcata, es un aeropuerto localizado a 15 millas (24,1 km) al norte de Eureka en el área no incorporada de McKinleyville. Este aeropuerto regional sirve al condado de Humboldt, incluyendo a dos ciudades regionales: Arcata y Eureka. El aeropuerto es un puerto de entrada designado federalmente para las aeronaves civiles que llegan a Estados Unidos.

## Aerolíneas y destinos

### Pasajeros
| Aerolíneas     | Destinos                                     |
| -------------- | -------------------------------------------- |
| Avelo Airlines | Burbank (finaliza el 2 de diciembre de 2025) |
| Breeze Airways | Burbank (inicia el 12 de marzo de 2026)      |
| United Express | Denver, Los Ángeles, San Francisco           |

## Transporte terrestre
- Horario de paradas de autobuses del aeropuerto - servicio por el Sistema de Tránsito de Redwood
- Para taxi e información de renta de autos, véase la página del Humboldt County Convention and Visitor Bureau

## Estadísticas

### Tráfico anual
| Año  | Pasajeros |
| ---- | --------- |
| 2002 | 64,000    |
| 2003 | 180,000   |
| 2004 | 191,000   |
| 2005 | 215,000   |
| 2006 | 206,000   |
| 2007 | 210,000   |
| 2008 | 211,000   |
| 2009 | 204,000   |
| 2010 | 184,000   |
| 2011 | 139,000   |
| 2012 | 120,000   |
| 2013 | 112,000   |
| 2014 | 103,000   |
| 2015 | 108,000   |
| 2016 | 138,000   |
| 2017 | 130,000   |
| 2018 | 137,000   |
| 2019 | 169,000   |
| 2020 | 76,000    |
| 2021 | 187,000   |
| 2022 | 238,000   |
| 2023 | 234,000   |
| 2024 | 265,000   |

## Otros aeropuertos locales
- Aeropuerto Municipal de Eureka
- Aeropuerto Kneeland - localizado a diez millas (16 km) al sureste de Eureka
- Murray Field - localizado en Eureka